# Niedrige Tulpe
Die Niedrige Tulpe (Tulipa humilis) ist eine Pflanzenart aus der Gattung der Tulpen (Tulipa) in der Familie der Liliengewächse (Liliaceae). Sie wird als frühblühende Zierpflanze in Gärten kultiviert.

## Beschreibung

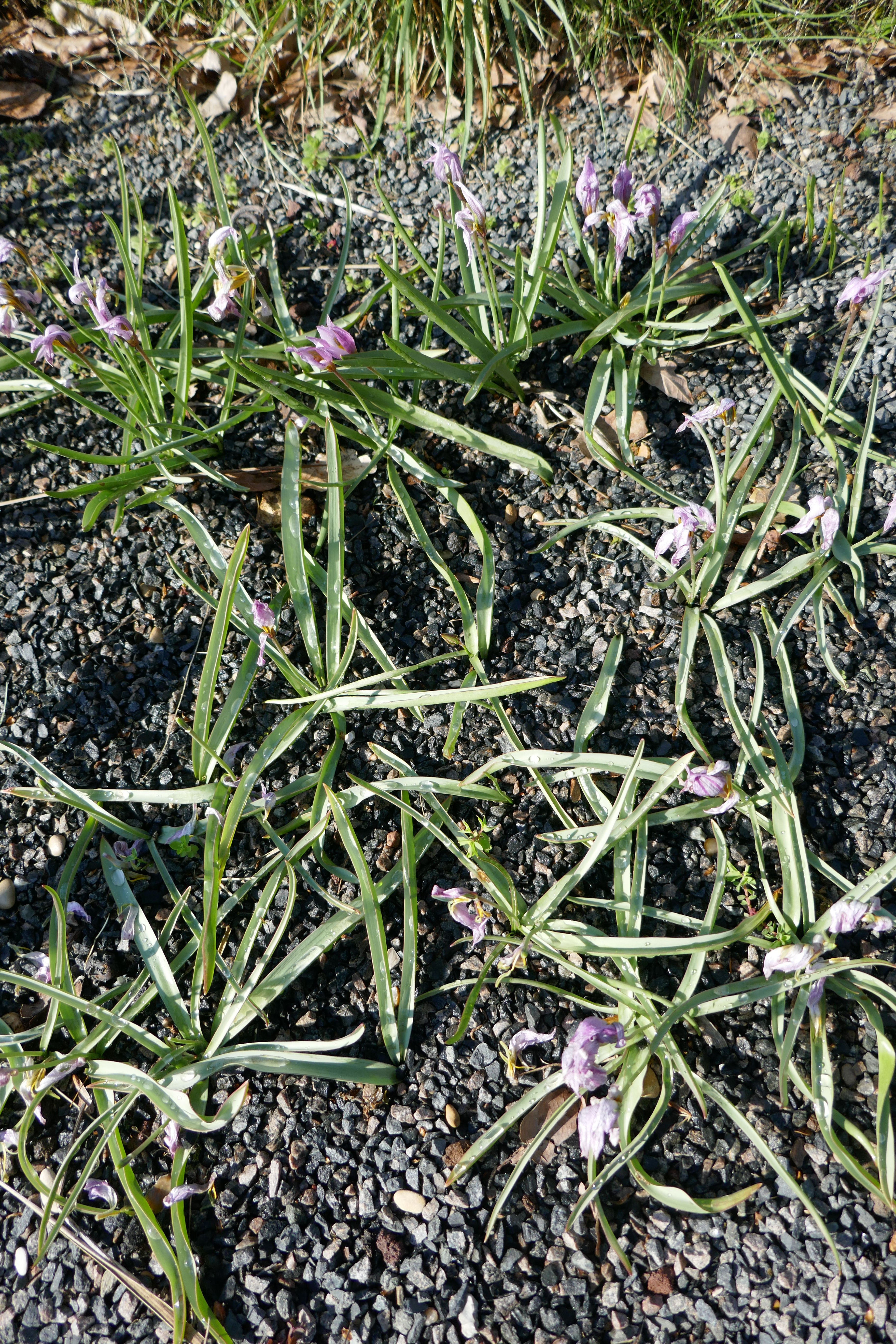
Habitus nach der Blüte

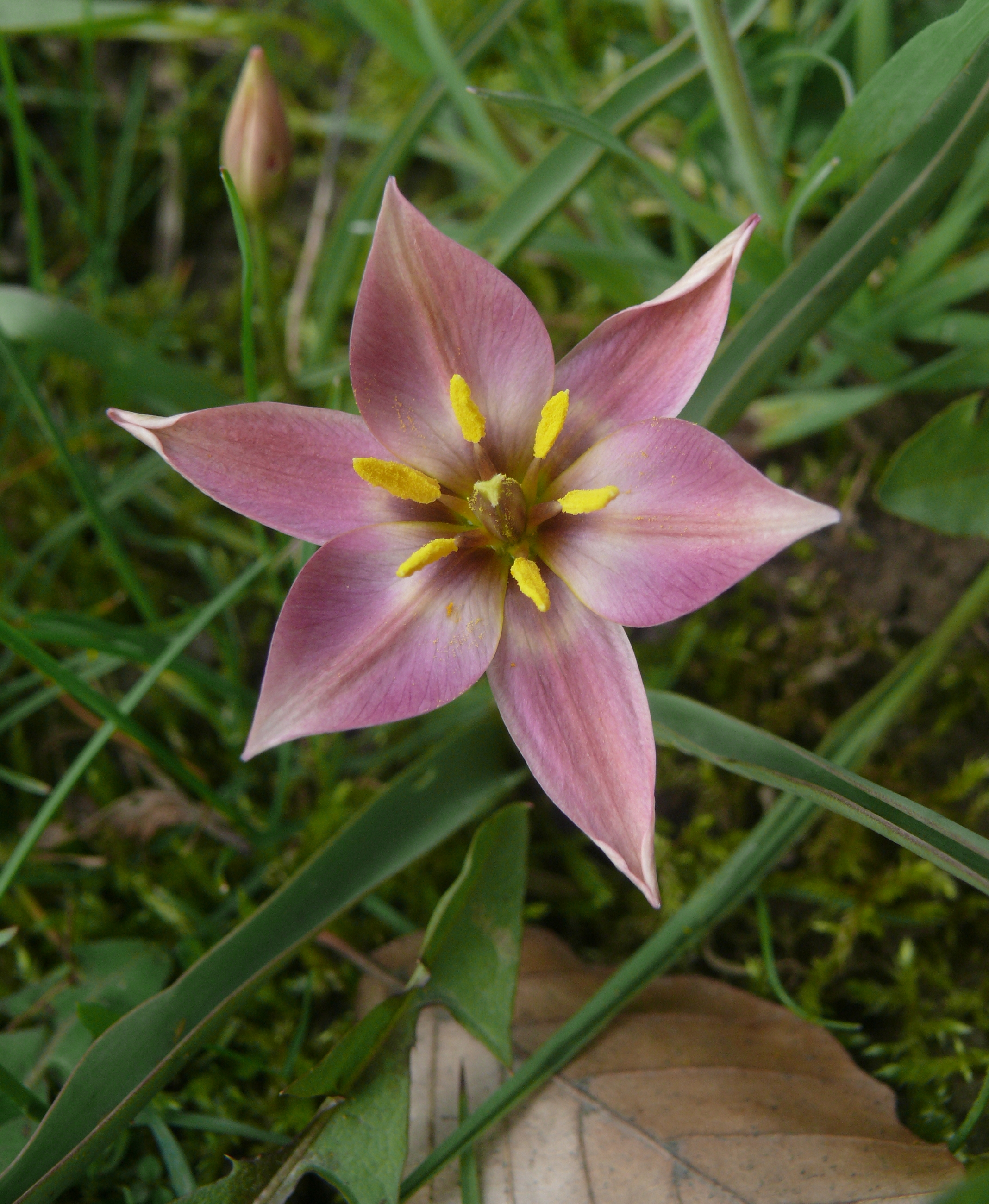
Tulipa humilis var. aucheriana

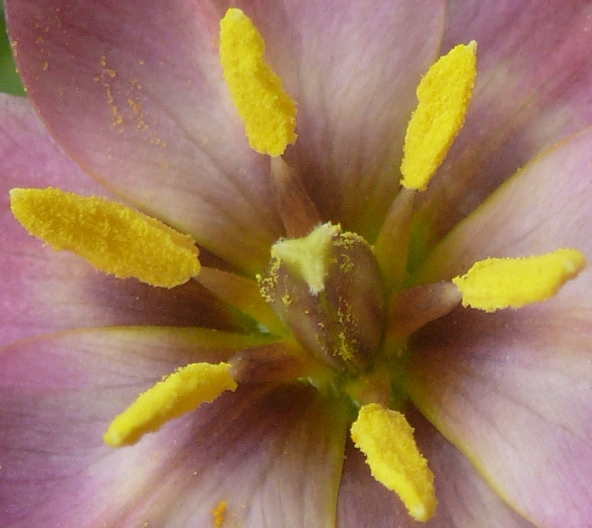
Staubgefäße und Stempel von Tulipa humilis var. aucheriana

### Vegetative Merkmale
Die Niedrige Tulpe ist eine ausdauernde krautige Pflanze und erreicht Wuchshöhen von 5 bis 15 Zentimetern. Dieser Geophyt bildet Zwiebeln als Überdauerungsorgane aus. Die Innenseite der äußeren Zwiebelschalen sind zum Grund und zur Spitze hin behaart. Der Stängel ist kahl. Die zwei bis fünf blaulich-grünen, rinnigen, kahlen, 6 bis 15 Zentimeter langen und 0,5 bis 1 Zentimeter breiten Laubblätter sind meist in einer grundständigen Rosette angeordnet und liegen oft nah am Boden.

### Generative Merkmale
Die Blütezeit reicht von März bis April. Die Blüten stehen auch als Knospe aufrecht. Die Blüten stehen meistens einzeln, seltener auch zu zweit oder zu dritt am Stängel. Die zwittrige Blüte ist dreizählig. Die sechs Blütenhüllblätter sind blassrosa- oder purpurfarben bis violett mit gelbem, grünem oder schwarzblauem Basalfleck, selten weißlich und rosa überlaufen mit bläulichem oder violettem Basalfleck. Alle Blütenhüllblätter sind spitz, die äußeren Blütenhüllblätter sind schmaler als die inneren. Die Staubfäden sind am Grund etwas behaart. Die 3 bis 8 Millimeter langen Staubbeutel sind gelb, braun, purpurfarben oder schwarz.

### Chromosomensatz
Es liegt Diploidie mit einer Chromosomenzahl von 2n = 24 vor.

## Vorkommen
Das natürliche Verbreitungsgebiet der Niedrigen Tulpe reicht von der südöstlichen Türkei, dem Libanon, Syrien und Kaukasusraum über den nördlichen Irak und Iran bis nach Afghanistan.
Die Niedrige Tulpe besiedelt sonnige Standorte auf Kalkfelsen und Schutthängen vulkanischen Ursprungs sowie Tannen- und Wacholdergehölze, Bergsteppen und steinige Hügel in Höhenlagen von 2000 bis 3400 Meter.

## Systematik
Die Erstveröffentlichung von Tulipa humilis erfolgte 1844 durch William Herbert in Edwards’s Botanical Register, S. 30–31. Der artspezifische Namensteil humilis bedeutet „klein“, „niedrig“. Phylogenetische Untersuchungen legen nahe, die Niedrige Tulpe in die Sektion Saxatiles der Untergattung Eriostemones  einzuordnen, die durch eine filzige bis kahle Innenseite der äußeren Zwiebelschale, gewöhnlich behaarte, wulstige Staubblätter und ungestielte Narben gekennzeichnet ist. Die Niedrige Tulpe ist somit eng verwandt mit der Felsen-Tulpe, Orphanides-Tulpe, Wilden Tulpe und Tulipa cretica. Von Tulipa humilis können die folgenden fünf Varietäten unterschieden werden:
- Tulipa humilis var. aucheriana (Baker) Christenh.: Sie kommt in Türkei, Iran, Libanon, Syrien, Afghanistan vor und hat violettrosa Blüten mit gelbbraunem Basalfleck.
- Tulipa humilis var. humilis: Sie kommt in Türkei, Libanon, Syrien, Nordkaukasus und Iran vor und hat violettrosa Blüten mit gelbem Basalfleck.
- Tulipa humilis var. kurdica (Wendelbo) Christenh.: Sie kommt in Irak vor und hat ziegelrote oder orangerote Blüten mit grünlich schwarzem Basalfleck ohne einen gelben oder weißen Rand.
- Tulipa humilis var. pulchella (Fenzl ex Regel) Christenh.: Sie kommt in Türkei, Irak und Iran vor und hat blassviolette Blüten mit blauem Basalfleck und weißem Rand.
- Tulipa humilis var. violacea (Boiss. & Buhse) Christenh.: Sie kommt in Transkaukasus vor und hat tief rotviolette Blüten mit gelbem Basalfleck und indigoblauem Rand oder mit grünschwarzem Basalfleck.

Die Blütenfarbe und Blütengröße von Tulipa humilis sind selbst innerhalb einer Population variabel, und die Basalflecken auf den Blütenblättern variieren von schwarz über blau bis gelb. So ist beispielsweise  humilis var. aucheriana im Wesentlichen eine geografische Varietät, die sich nur in Größe und Blütenfarbe von den anderen Varietäten unterscheidet. Die genannten Varietäten wurden früher dennoch mitunter als eigene botanische Taxa, Tulipa aucheriana, Tulipa kurdica, Tulipa pulchella und Tulipa violacea, behandelt. Von gesammelten Wildpflanzen, oftmals unbekannter Herkunft, entstanden Kulturformen, die in Kultur zudem teilweise miteinander hybridisierten. Daher wird empfohlen, Wildpflanzen nach den oben genannten Varietäten zu bezeichnen, die als Zierpflanzen verwendeten Sorten dagegen in entsprechende Kultivargruppen wie Tulipa humilis ‘Pulchella’ und Tulipa humilis ‘Violacea’ einzuordnen.

## Verwendung
Die Niedrige Tulpe wird zerstreut als Zierpflanze in Steingärten und Rabatten kultiviert. Sie benötigt einen sonnigen Standort mit durchlässigem, möglichst mineralischem, humusarmen Boden, ist aber vergleichsweise anspruchslos und zuverlässig. Sie passt gut zu niedrigen Ziergräsern in Steingärten, Steintrögen und Rabatten in Verbindung mit Felsen und Kies. Neben den oben genannten Kultivargruppen sind weitere Sorten der Niedrigen Tulpe im Handel, beispielsweise ‘Alba Coerulea Occulata’ (weiß mit stahlblauer Basis), 'Lilliput' (kardinalrot mit violetter Basis, verkürzte Blütenstängel), ‘Little Beauty’ (karminrosa mit dunkelblauer Basis und schmalen weißen Rand), 'Odalisque' (violettrot mit großer dunkelgelber Basis), ‘Persian Pearl’ (purpurfarben mit gelber Basis) und ‘Zephyr’ (rot mit schwarzer Basis, mehrblütig).

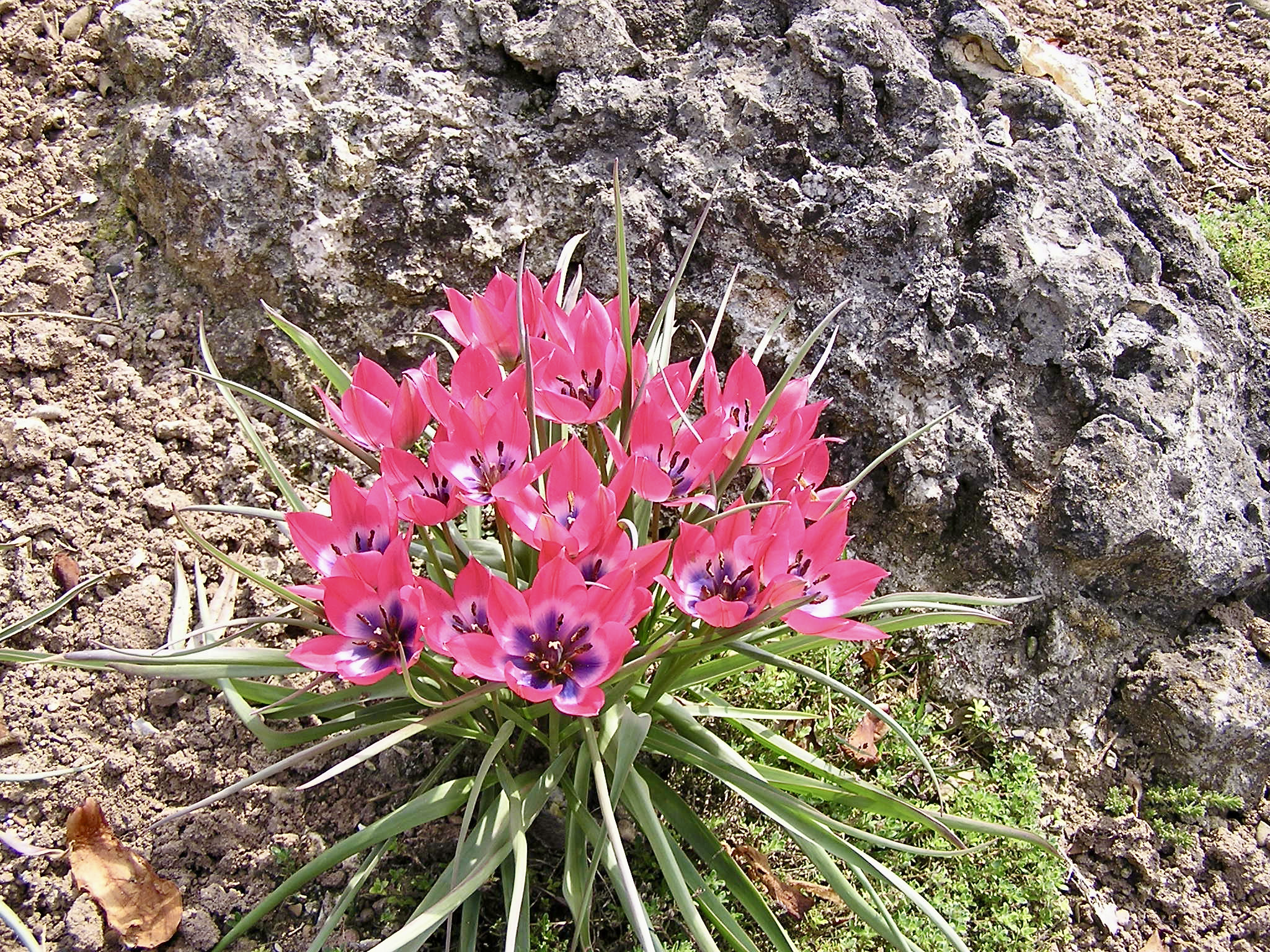
Tulipa humilis var. pulchella
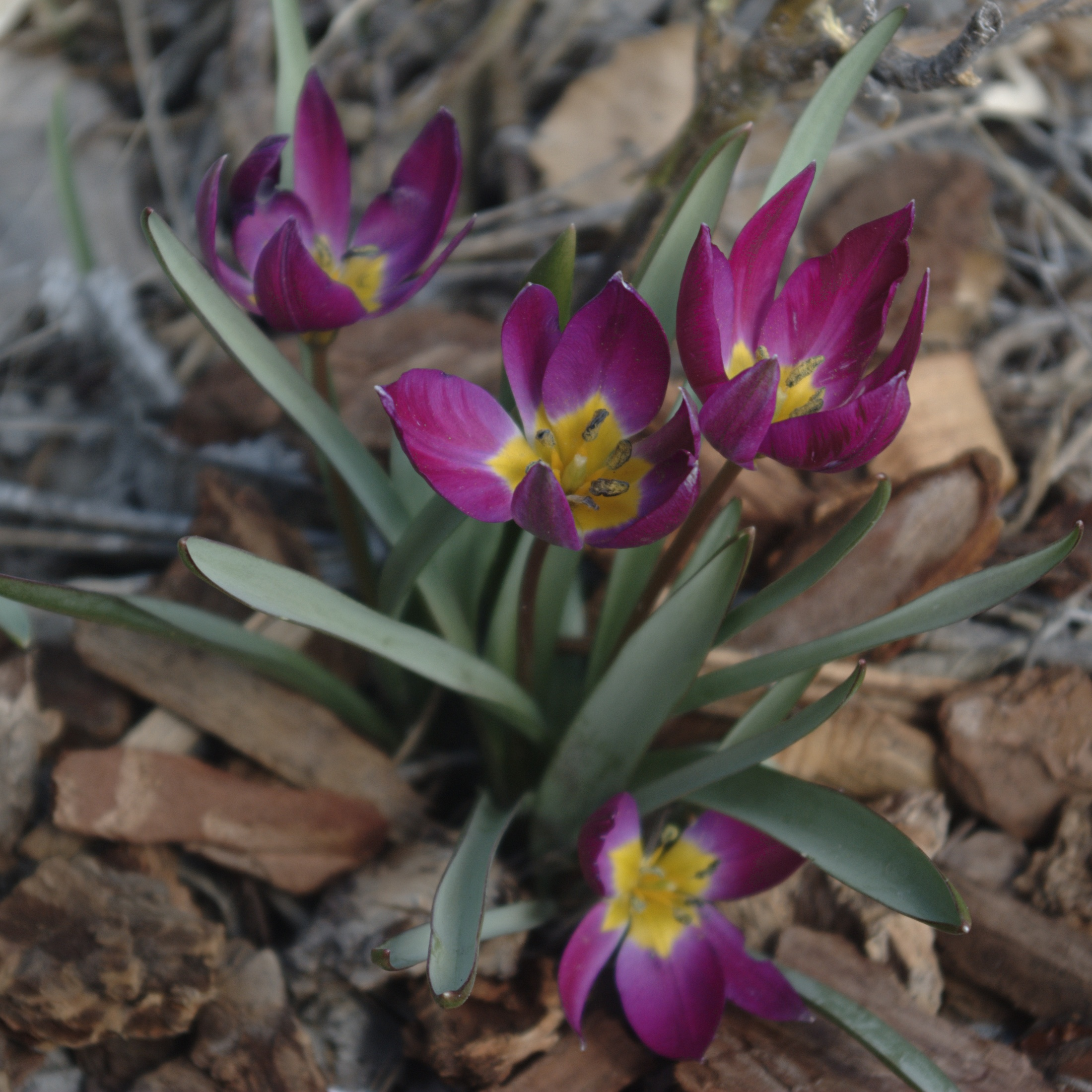
‘Persian Pearl’
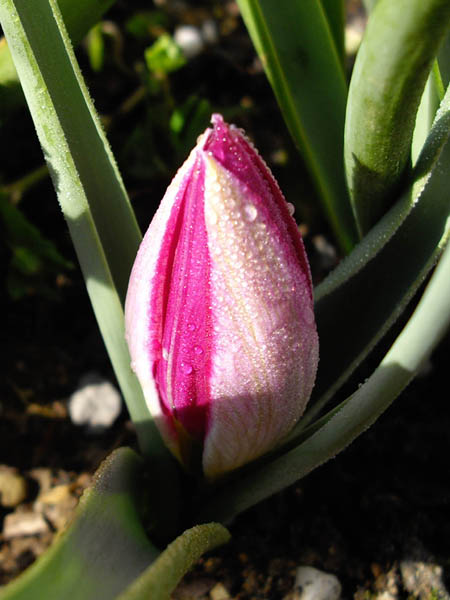
‘Persian Pearl’
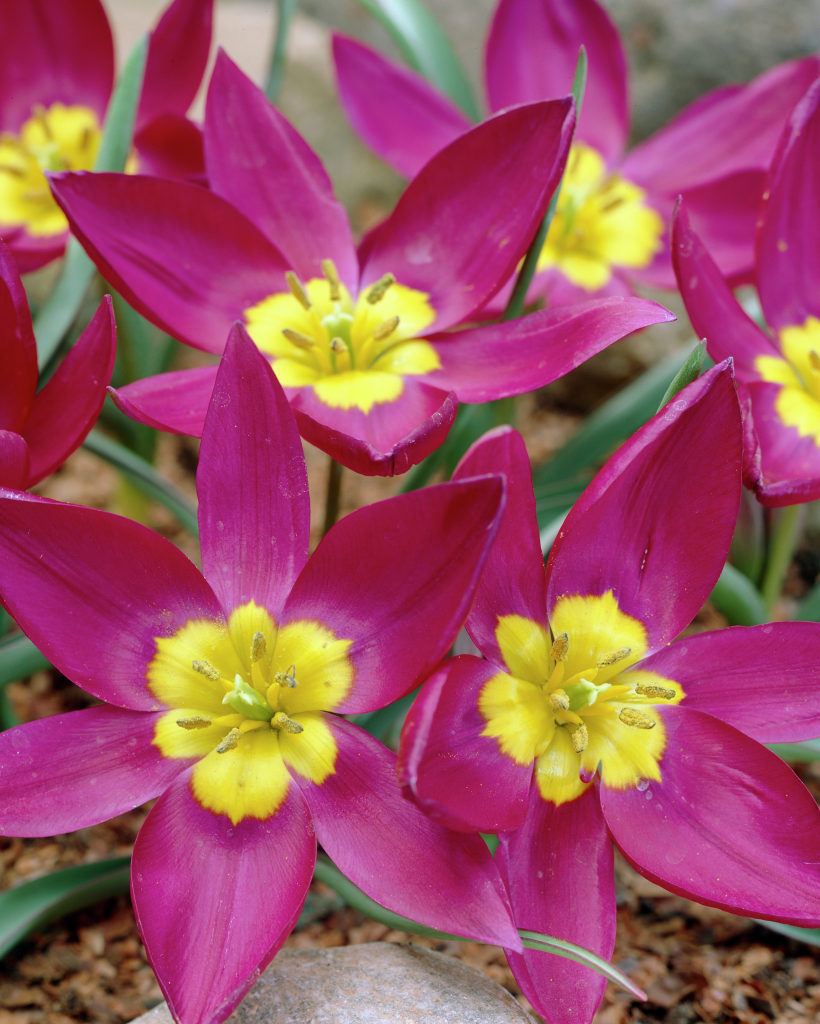
‘Odalisque’
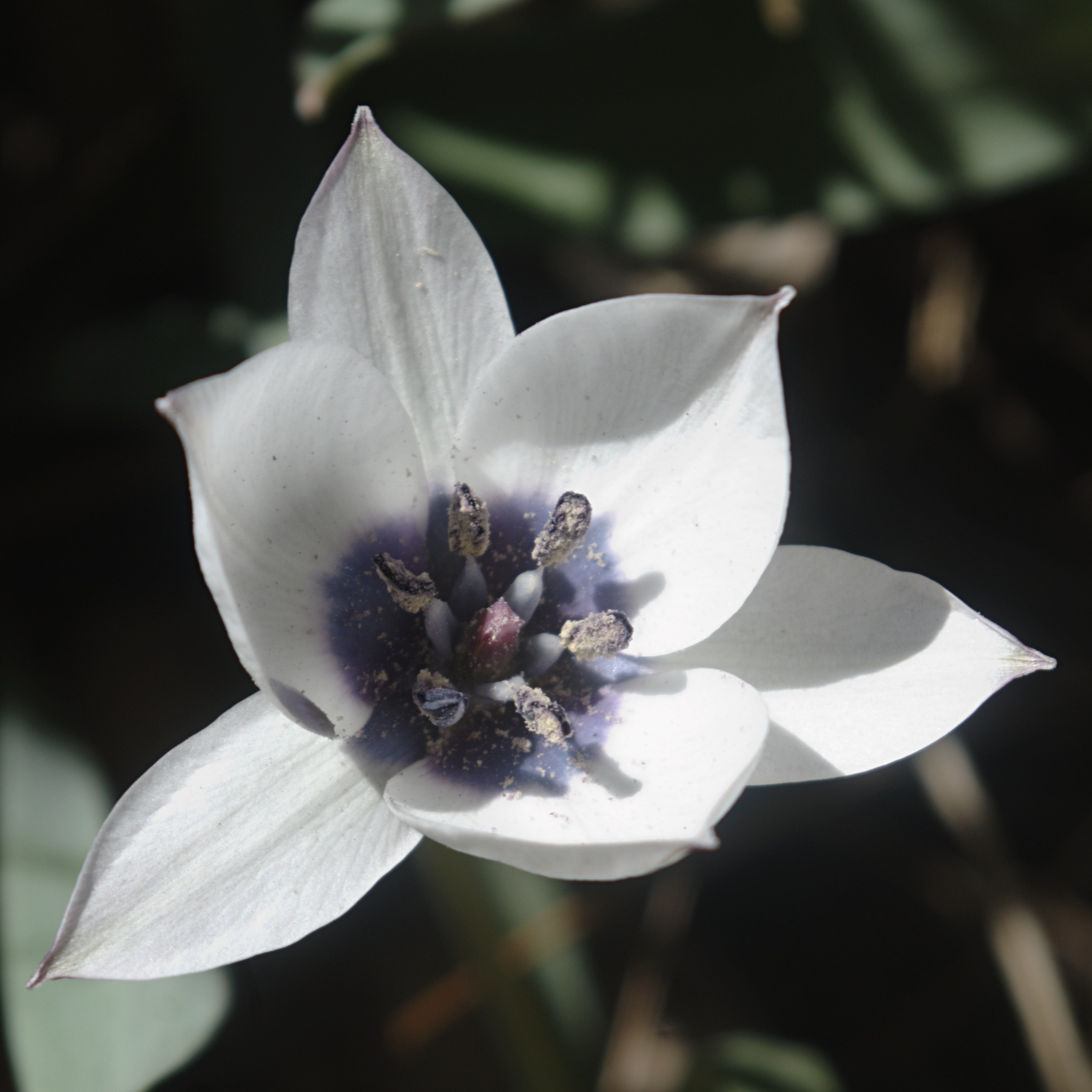
‘Alba Coerulea Occulata’